# エキスパンダーサイクル

フルエキスパンダーサイクルの模式図。ノズルと燃焼室から熱を受け取った推進剤でターボポンプを駆動する。

エキスパンダーサイクル（英: expander cycle）とは二液推進系ロケットエンジンの動作サイクルの1つである。燃料蒸気を作用気体としてターボポンプを駆動し、液体燃料と酸化剤を燃焼室に送りロケットの推進を実現する、蒸気機関と内燃機関の複合サイクルエンジンである。

## 特徴
燃焼前の液体燃料の一部、又は全部を高温の燃焼室やノズルの周囲へ循環して、冷却すると共に熱交換で気化した燃料でターボポンプを駆動する。このターボポンプ駆動により、燃料と酸化剤は昇圧されエンジンの燃焼室へ送られる。また、後述のフルエキスパンダーサイクルの場合ターボポンプを駆動させた燃料蒸気も燃焼室に送られる。エキスパンダーサイクルのエンジンでは、熱交換によるガス化が必要なため、液体水素や液化メタンのように沸点が低く、容易に気化する低温燃料が必要とされる。エキスパンダーサイクルは自力で始動が可能で燃料弁を開くと内圧を維持するためのヘリウムガスで加圧された燃料が燃焼室やノズルに送られ、気化、膨張することによりターボポンプのタービンが駆動され、ターボポンプによって昇圧された燃料と酸化剤は燃焼室へ送られる。タービン駆動後の燃料は酸化剤と共に燃焼室に噴射され燃焼することによって推力を生み出す。
種類として、フルエキスパンダーサイクルとエキスパンダーブリードサイクル等があり、フルエキスパンダーサイクル（クローズサイクル）では、タービン駆動後の全燃料は酸化剤と共に燃焼室に噴射され燃焼するので推進剤を効率的に使用しているように見えるが、燃焼室圧力によってタービン背圧が上がるためタービン効率が低下すると共に燃焼室圧力が上げられないためエンジン効率（比推力）が低く、最大推力も低い。
エキスパンダーブリードサイクル（オープンサイクル）では、タービン駆動後の推進剤は別途排気される。従ってフルエキスパンダーサイクルに対してタービン背圧を低いままで、燃焼室圧力も高くすることが出来る。エキスパンダーブリードサイクルでは、タービン駆動用に用いるのは、推進剤の一部のみである。タービン駆動後の推進剤を単に排気せずにスカートのフィルム冷却に用いる事もある。
液体から気体への相変化を伴うため、フルエキスパンダーサイクルでのエンジン推力は2乗3乗の法則により、推力の限界がある。エンジン推力の増大に向け、ベル型ノズルを大型化すると（燃料を膨張させるための熱も抽出するための熱交換器としても機能する）ノズルの表面積は直径の二乗に比例して増える。しかしながら、加熱しなければならない燃料の体積は三乗に比例する。そのため、ノズルの開口部を大きくしても、燃料ポンプのタービンを駆動するために必要な燃料を充分に加熱することが出来ないためフルエキスパンダーエンジンの最大推力は約300kNと目される。一部の燃料を、タービンや燃焼室の冷却用途に用いず、直接主燃焼室に噴射するバイパスエキスパンダーサイクルでは、より高推力が得られる。リニアエアロスパイクエンジンでは直線状のエンジンの形状によって2乗3乗の法則から逃れており、エンジンの幅が増えると、加熱するべき燃料の体積と受け取れる熱エネルギーも比例して増えるため、任意の規模のエンジンを造ることが出来る。
いくつかのガス発生器サイクルではガス発生器に点火するまでにエキスパンダーブリードの手法でターボポンプを起動する場合がある。
代表的なエキスパンダーサイクルのロケットエンジンとしてはPratt & Whitney RL-10やRL-60またアリアン6.1上段用のVinciがあげられる。

## 利点
エキスパンダーサイクルには他の種類と比べていくつかの利点がある。
- 予燃焼器やガス発生器で生じさせた高温、高圧の燃焼ガスと比較して低温の燃焼室やノズルの再生冷却に使用したガスでターボポンプを駆動する。低温で動作するのでタービンへの損傷が少ない。そのため、エンジンの再使用が可能である。ガス発生器サイクルや二段燃焼サイクルのエンジンのターボポンプに使用されるタービンは高温で駆動する。二段燃焼サイクルを採用したSSMEの場合、飛行ごとにターボポンプを交換している。
- 動作に対する許容範囲が広い。RL-10エンジンの開発時に断熱材を燃料タンク内に置き忘れた時があったが問題なかった。他の動作形式であれば重大な損傷を与えていたと予想される。他の種類のエンジンであればガス発生器の一部でも詰まるとホットスポットを誘発しエンジンに悪影響を与える。ノズルスカートをガス発生器として使用する場合でも同様に複数の燃料流路が使用されているので燃料に含まれる不純物による許容範囲が広い。
- 安全性が高い。ベルノズルを用いたエキスパンダーサイクルのエンジンでは、高温部の壁面を通じてターボポンプを駆動するガスに与えられる熱エネルギーには二乗三乗の法則による限界があり、それゆえ推力が制限される。他の形式であればより複雑な機構で推力を制御しており、制御が利かなくなる場合があるので制御不能な事態を防ぐために複雑な機械的または電気的な制御装置を必要とする。エキスパンダーサイクルは誤作動を予め設計段階で防ぐことが可能である。

## エキスパンダーブリードサイクル

エキスパンダーブリードサイクルの模式図。ノズルと燃焼室から熱を受け取った推進剤でターボポンプを駆動する、駆動に使用した推進剤はそのまま排出される。

クーラントブリードサイクルとも呼ばれる。日本がH-IIロケット第2段用エンジンのLE-5Aで世界で初めて実用化した高信頼性エンジンサイクルで、LE-5Aエンジンは後継のLE-5Bエンジンと共に酸化剤に液体酸素を、燃料に液体水素を使用している。
エキスパンダーブリードサイクルでは、燃焼圧を上げることが難しいエキスパンダーサイクルの欠点を軽減するため、ノズルと燃焼室で熱交換した推進剤のうちターボポンプの駆動に用いた分を燃焼室に送らず排気する。これによりタービン背圧が燃焼室圧力より遙かに低い圧力となるためターボポンプの効率が向上する。また、ターボポンプ効率と燃焼室圧力のトレードオフを考慮する必要がなくなり高圧燃焼させやすくなることから、フルエキスパンダーサイクルと比較して高効率にできる。三菱重工と Pratt & Whitney Rocketdyne が共同開発していたMB-XXエンジンでは燃焼圧をLE-5Bの3.6MPaから14MPaに上げることで、エンジンの推進能力の評価としては、比推力467秒というフルエキスパンダーサイクルをも凌ぐ性能に目処をつけている。ただしタービン駆動用の燃料が推力に寄与しないため、そのぶんも推進剤の消耗として算入した場合の比推力はクローズサイクルの二段燃焼サイクルやフルエキスパンダーサイクルに劣る。
一方で二段燃焼サイクルと比べて構造が簡素になること、ターボポンプ作用気体も低温となることから低コスト化が図れ、エンジン始動時の制御性と信頼性は格段に向上する。また、万が一エンジントラブルが発生した場合でも爆発を起こしにくく、徐々に停止に至る特徴を有することから、安全性も高いとされる。液酸/液水エンジンの場合、ガス発生器サイクルと同等の効率（比推力）が実現でき、始動性、再着火回数、信頼性も向上する。最大推力も2000kN程度まで可能と見積もられている。開発中のH3ロケット第1段用のLE-9は世界初の第1段用の大推力エキスパンダーブリードサイクルエンジンであり、その推力は1,471 kNである。

## 用途
エキスパンダーサイクルのエンジン
- プラット・アンド・ホイットニー RL-10
- プラット・アンド・ホイットニー RL-60
- キマフトマティキ RD-0146
- スネクマ Vinci
- 石川島播磨重工業 HIPEX
- アヴィオ M10（英語版）
- ブルーオリジンBE-7
- YF-75D
- YF-79

エキスパンダーサイクルエンジンの搭載機
- アトラス
  - アトラスI
  - アトラスII
  - アトラスIII
  - アトラスV
  - アトラスG（英語版）
  - アトラス・セントール
- サターンI
- タイタン
  - タイタンIIIE（英語版）
  - タイタンIV
- DC-X
- アンガラA5M
- アリアン5ECB（中止）
- アリアン6
- HIMES
- デルタ III
- デルタ IV
- ヴェガE
- ブルームーン（英語版）
- 長征5号
- 長征9号

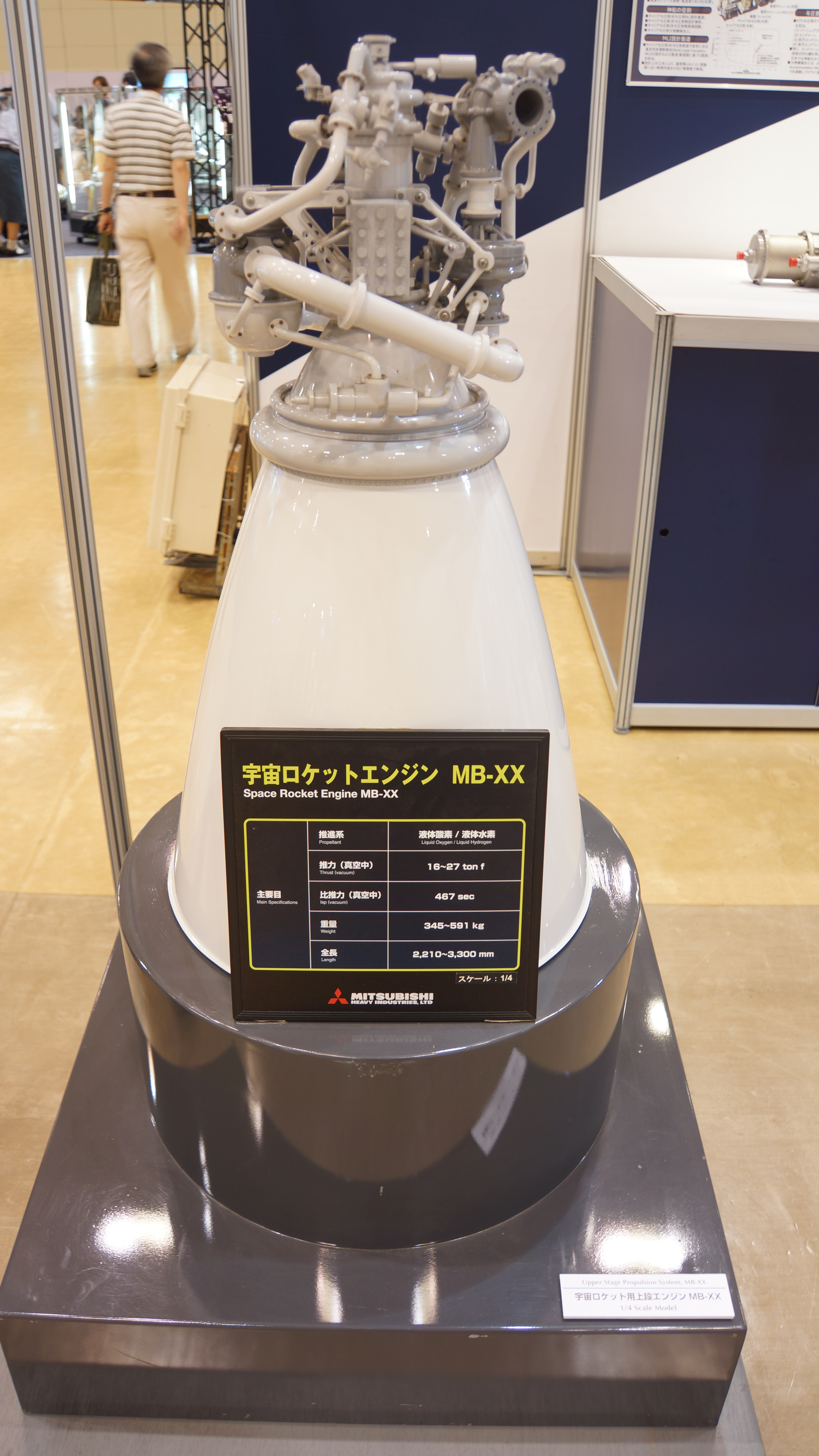
MB-XXの模型

エキスパンダーブリードサイクルのエンジン
- 三菱重工 LE-5A
- 三菱重工 LE-5B

- 三菱重工/ロケットダイン MB-35
- 三菱重工/ロケットダイン MB-60
- 三菱重工 LE-9
- ブルーオリジンBE-3U

エキスパンダーブリードサイクルエンジンの搭載機
- H-IIロケット
- H-IIAロケット
- H-IIBロケット
- H3ロケット
- ニューグレン